# لاندا شلیاق
لاندا شلیاق یک ستاره است که در صورت فلکی شلیاق قرار دارد.